# Fasti (Ovid)

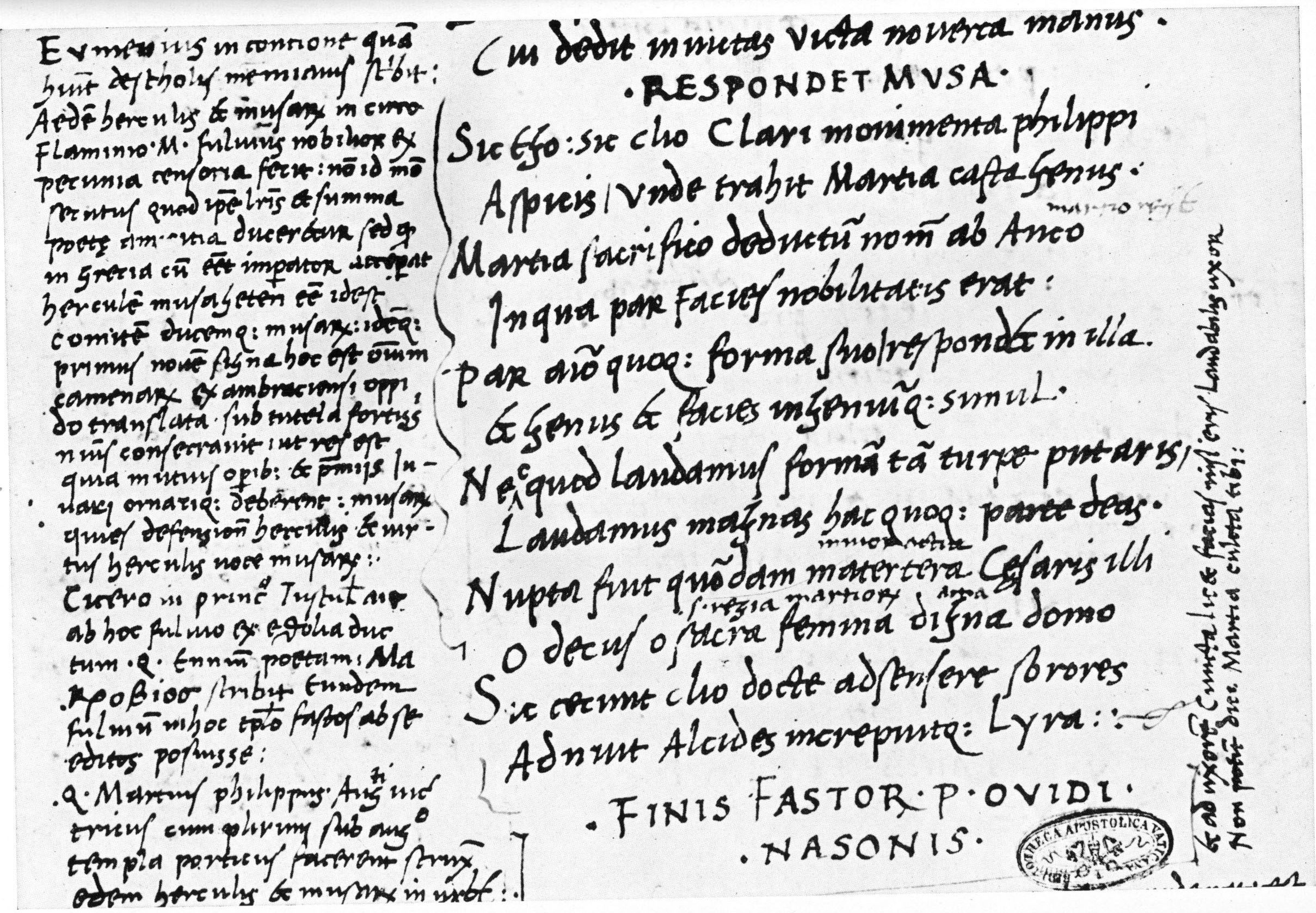
Ovids Fasti in einer von dem Humanisten Julius Pomponius Laetus angefertigten Handschrift. Rom, Biblioteca Apostolica Vaticana, Vat. Lat. 3263, fol. 119v (15. Jahrhundert)

Die Fasti des Publius Ovidius Naso sind ein im elegischen Distichon verfasstes Gedicht in der Tradition des antiken Lehrgedichts. Sein Gegenstand sind die Festtage des römischen Kalenders, die in zeitlicher Folge abgehandelt werden, wobei jedem Monat ein Buch entspricht. Zu den Festtagen wird jeweils Ursprung und religiöser Hintergrund behandelt, was die Fasti zu einer einzigartigen Quelle für die römische Religion macht. Der Titel des Werks bezieht sich auf die Fasti genannten, vielfach überlieferten listenartigen kalendarischen Aufstellungen.
Das dem Germanicus gewidmete Werk ist Fragment geblieben. Von den zwölf geplanten Büchern sind nur sechs überliefert. Vermutlich wurde die Fertigstellung des Werks durch die Verbannung des Autors durch Augustus unterbrochen. In der Verbannung in Tomoi wurde eine Revision der existierenden Bücher begonnen, die aber nur bis Buch I gedieh.

## Ausgaben, Kommentare, Übersetzungen
- Publius Ovidius Naso Festkalender. Im Versmaße des Originals übersetzt und mit Anmerkungen begleitet von Karl Geib. Palmsche Buchhandlung, Erlangen 1828 (Digitalisat).
- James George Frazer (Hrsg.): Publius Ovidius Naso. 5. Fasti (= Loeb Classical Library. Band 253). London 1929. 2. Auflage, Harvard University Press, Cambridge (Mass.) 1989, ISBN 0-674-99279-2 (mit englischer Übersetzung und Kommentar).
- Franz Bömer (Hrsg.): Publius Ovidius Naso. Die Fasten. 2 Bände, Heidelberg 1957–1958 (Text, Übersetzung und Kommentar).
- Wolfgang Gerlach (Hrsg.): Publius Ovidius Naso. Fasti. Festkalender Roms. München 1960 (Text, Übersetzung, Anmerkungen).
- E.H. Alton/D.E.W. Wormell/E. Courtney (Hrsg.): P. Ovidi Nasonis, Fastorum libri sex (Bibliotheca Teubneriana). Leipzig 1986, Nachdruck der 4. Auflage, München-Leipzig 2005.
- Elaine Fantham (Hrsg.): Ovid, Fasti Book IV. Cambridge 1998, ISBN 0-521-44538-8.
- Andrea Themann-Steinke (Einl., Übers., Komm.): Ovid, Fasti – Festkalender. Lateinisch und deutsch. 2 Bände. Wissenschaftliche Buchgesellschaft, Darmstadt 2018.
- Luca Basso (Hrsg.): Dee di maggio. Introduzione e commento a Ovidio, Fasti 5, 1–378. (Millennium, 12). Edizioni dell’Orso, Alessandria 2022 (Text mit italienischer Übersetzung und Kommentar). – Rezension von Fabio Nolfo, Bryn Mawr Classical Review 2023.08.32
- Anna Everett Beek (Hrsg.): Ovid Fasti: books I-III. (Aris & Phillips classical texts). Liverpool University Press, Liverpool 2023.